# Lički Osik
Lički Osik es una localidad de Croacia situada en el municipio de Gospić, en el condado de Lika-Senj. Según el censo de 2021, tiene una población de 1438 habitantes.

## Geografía
Está situada a una altitud de 579 metros sobre el nivel del mar, a unos 195 km de la capital nacional, Zagreb.

## Demografía
| Gráfica de población de Lički Osik 1857-2021                       |
|                                                                    |
| Según los censos de población de la Oficina de Estadísticas Croata |